# Chalcidky
Chalcidky (Chalcidoidea) jsou nadčeledí blanokřídlého hmyzu, která zahrnuje 19 čeledí a přes 22 000 známých druhů. Kvůli velikosti chalcidek je jejich výzkum složitý a odhaduje se, že může existovat více než 500 000 druhů. Velká část chalcidek parazituje na vajíčkách jiných druhů hmyzu, jako jsou brouci, motýli a mouchy, nebo na vajíčkách některých pavoukovců. Mají převážně hnědou nebo černou barvu (jejich název pochází z řeckého khalkos, což znamená měď), někdy jsou modré nebo zelené, ale například zástupci čeledě Leucospidae se zbarvením podobají vosám. Chalcidky mají průsvitná křídla.

Chalcidka Leucospis gigas

Některé jsou označovány za škůdce, jiné se naopak využívají proti jinému škodnému hmyzu. Dříve byla za „chalcidky“ v češtině označována jen čeleď Chalcididae, pro kterou se dnes používá český název stehnatky (stehnatkovití).
Významnou roli ve výzkumu a zařazení chalcidek hrál český entomolog Zdeněk Bouček.